# 中线铁路
中线铁路，又称伊塔佩-阿焦库塔-瓦里铁路，瓦里-伊塔佩铁路（英語：Central Line Railway,  或 ） ，是尼日利亚的标准轨距客货两用干线铁路，尼日利亚铁路规划的“三纵五横”铁路网的重要组成部分。

## 规划建设
尼日利亚中线铁路项目的建设始于1987年尼日利亚军政府时期，于20世纪90年代初建造，为标准轨距、无缝线路，全线322千米，纵跨科吉、埃多、三角洲三个州。铁路最初规划为伊塔佩至瓦里的货运线路，用于将铁矿石运输到阿焦库塔的钢厂与Aladja轧钢厂，生产的钢材经中线铁路运输到三角洲州瓦里的大西洋港口。该项目最初计划在五年内交付，是尼日利亚规划的第一条标准轨距铁路，但在2017年以前，建设工程管理不善，铁路建设搁置、年久失修，部分轨道遭到破坏。

## 修复续建
2009年，中线铁路的建设重启，古德勒克·乔纳森领导的联邦政府批准了330亿奈拉，用于重新设计和建设剩余的22公里线路。建设合同授予了Team Nigeria与Julius Berger公司，定于2013年3月交付。新的建设合同涵盖了其他领域，其中包括建造阿焦库塔至瓦里的线路直至Aladja的三角州钢铁公司。合同还涉及六个车站的建设。线路已完工和遭到破坏的部分的修复也包括在合同内，而且中线铁路增设了客运功能。但在2015年尼日利亚政坛更迭后，该项目又一次搁置。
2017年，穆罕默杜·布哈里的新一届政府宣布为中线铁路的续建提供2亿美元（720 亿奈拉）的资金，并计划于2019年之前让伊塔佩-阿焦库塔-瓦里路段商业运营。该项目被重新授予三个公司。他们是Julius Berger、中国土木工程集团有限公司和中兴通讯。伊塔佩和瓦里之间增设了12个新车站。伊塔佩与阿焦库塔之间设有两个车站，其余10个车站布置在阿焦库塔和瓦里之间的线路。这条铁路将连接三个州：科吉州、埃多州、三角洲州，并最终计划延伸到首都阿布贾。中线铁路修复项目于2017年12月18日签订合同。2020年6月，尼日利亚中线铁路修复项目顺利通过竣工验收。

## 通车运营
2020年9月29日，尼日利亚中线铁路在尼南部三角洲州阿博尔镇举行通车运营仪式，尼交通部长罗蒂米·阿马埃奇等联邦政府和州政府官员、社区代表和中土集团代表出席仪式并试乘。尼日利亚总统布哈里在视频讲话中说，铁路运输对于支撑一个国家实现工业化和经济发展意义重大，中线铁路的通车运营打通了尼日利亚一条交通大动脉，将极大促进沿线贸易和商业发展，增加就业，便利民众出行，为尼日利亚人民带来更好的生活。
2021年1月，尼日利亚联邦政府表示，中线铁路预计每年发送乘客近100万人次，货物350万吨，这条全长326公里的铁路线在过去30年中屡遭挫折。
2021年4月，尼日利亚联邦政府交通部长罗蒂米·阿马埃奇宣布开通铁路的货运服务。

## 事件
2021年5月，尼日利亚铁路公司宣布两名涉嫌破坏中线铁路线路的人被逮捕。